# Mühletych
Der Mühletych (auch Aarburger Mühletych) ist ein 3,4 Kilometer langer historischer Gewerbe- und Bewässerungskanal im Kanton Aargau. Er entnimmt Wasser aus der Wigger und mündet in die Aare. In  Oftringen und Aarburg lieferte der Kanal früher die Wasserkraft für Gewerbe- und Industriebetriebe; heute wird er von Kleinkraftwerken genutzt.

## Name
Der Tych bei Oftringen und Aarburg ist seit dem 14. Jahrhundert in historischen Quellen bezeugt. Das alte alemannische Wort «Tich» bedeutet – gemäss dem Wörterbuch Schweizerisches Idiotikon – einerseits Vertiefungen im Gelände, wo sich Wasser sammelt, und bezeichnet dann auch Weiher und Dämme sowie Mühle- oder Gewerbekanäle. Ein bekanntes Beispiel ist neben dem Aarburger Kanal auch der Dalbedych in Basel.

## Verlauf
Der Mühletych beginnt am Aeschwuhr, einem hohen Stauwehr im Flussbett der Wigger westlich von Zofingen auf 419 m ü. M. Der Standort der seit dem Mittelalter bestehenden Ableitung ist der Grenzpunkt zwischen den Gemeinden Zofingen, Oftringen, Rothrist und Strengelbach. Beim Aeschwuhr mündet der Grenzbach in die Wigger, der die Gemeindegrenze zwischen Zofingen und Oftringen markiert. Das aktuelle Stauwehr wurde in den 1920er Jahren als Ersatz einer älteren Anlage errichtet. Westlich davon liegt die Siedlung Aesch. Das Stauwehr bei Zofingen, das den Lauf der Wigger aufstaut, bildet ein erhebliches Problem für den Hochwasserschutz im Wiggertal bei Zofingen.

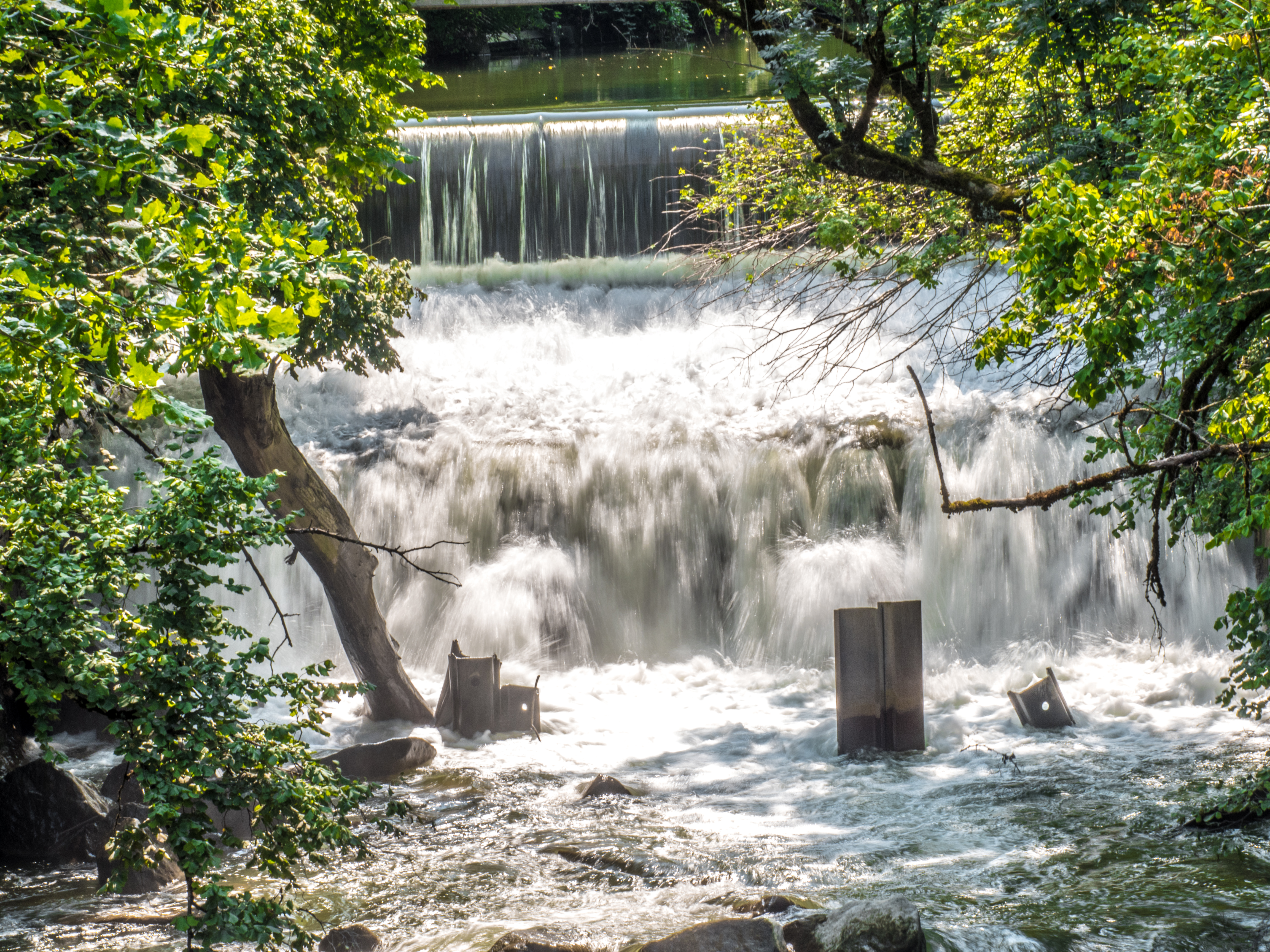
Das Aeschwuhr

In der Nähe des Aeschwuhrs überqueren die Wiggertalstrasse und der Aeschwuhrweg den Kanal. Der Aeschwuhrweg ist eine alte Strasse von Rothrist nach Zofingen und führt unterhalb des Stauwehrs auch über eine Wiggerbrücke. Der Mühletych fliesst in nordwestlicher Richtung durch das Industriegebiet von Oftringen, wo er früher mehrere Wasserwerke antrieb und zudem Bewässerungskanäle speiste. Er überquert die Autobahn A1 mit einer Kanalbrücke. Hier zweigt der Brühlbach ab, ein ehemaliger Bewässerungskanal für die Wässermatten von Oftringen, der früher deshalb auch Pritschenwuhrbach genannt wurde. Heute ist das früher bewässerte Land grösstenteils überbaut. Unter dem Lagerhaus der Firma Fiege Logistik liegt der Bach eingedolt im Boden, und dann fliesst er in einem Durchlass unter der Hauptstrasse 1 hindurch. Auf dem nächsten Abschnitt bildet er die Gemeindegrenze zwischen Oftringen und Aarburg. Beim Einkaufszentrum «Perry-Center» zweigt der Stampfibach vom Mühletych ab, der sich etwas später mit dem Brühlbach vereint und unterhalb des Aarburger Wohnquartiers «Paradiesli» in die Aare mündet.
Der Tych fliesst unter den Gleisen der Bahnstrecke Rothrist–Zofingen und der Bern–Olten-Linie hindurch und passiert danach das südliche Wohnquartier von Aarburg, wo er den Dorfbach von Oftringen aufnimmt. Der Kanal liegt über dem «Paradiesli»-Strassentunnel der Hauptstrasse 283 und erreicht die historischen Gewerbeanlagen von Aarburg. An der Stelle eines früheren Eisenhammers errichtete Rudolf Grossmann (1790–1837) zusammen mit Familienangehörigen im Jahr 1825 eine grosse Textilfabrik mit einem Wasserwerk am Mühletych. Die später daraus entstandene Weberei baute neben dem Mühletych einen höher gelegenen Oberwasserkanal, um den Fabrikantrieb zu verbessern; die Wasserkraft dient heute einem kleinen Laufkraftwerk.
Im Zentrum von Aarburg führt der Kanal weiter unten an der oberen oder hinteren Mühle, einem Bauwerk von 1731, und danach an der unteren Mühle vorbei. Er unterquert zweimal den alten Strassenlauf der Hauptstrasse 2 von Basel nach Luzern; diese wichtige Verkehrsachse passiert Aarburg neuerdings östlich davon im Festungstunnel, und die Strassen in der Stadt sind heute nur noch Nebenrouten. Unterhalb der Festung Aarburg und der Stadtkirche von Aarburg mündet der Mühletych durch eine grosse Öffnung in der hohen Ufermauer am Ostrand der Aarewoog auf 390 m ü. M. in die Aare. Neben der Mühletychmündung erreicht in einem eigenen Mauerdurchlass der vom Tych abgeleitete Aarburger Nebenkanal mit dem Namen Musterbach die Aare.
Die Besitzer der Kleinkraftwerke am Mühletych sind in der Aeschwuhr-Genossenschaft Oftringen-Aarburg zusammengeschlossen, die den Kanal unterhält.

## Bilder

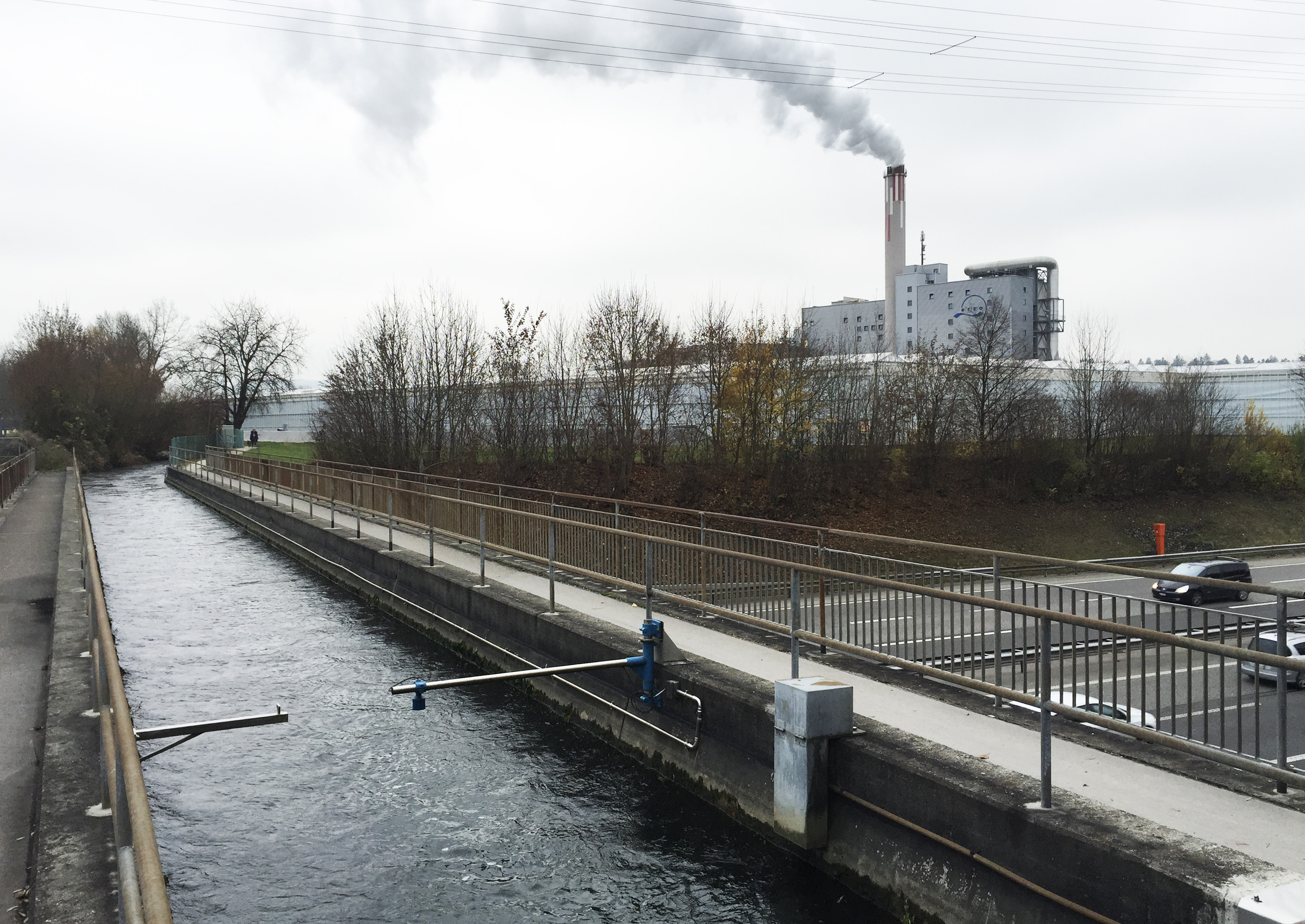
Kanalbrücke über die Autobahn
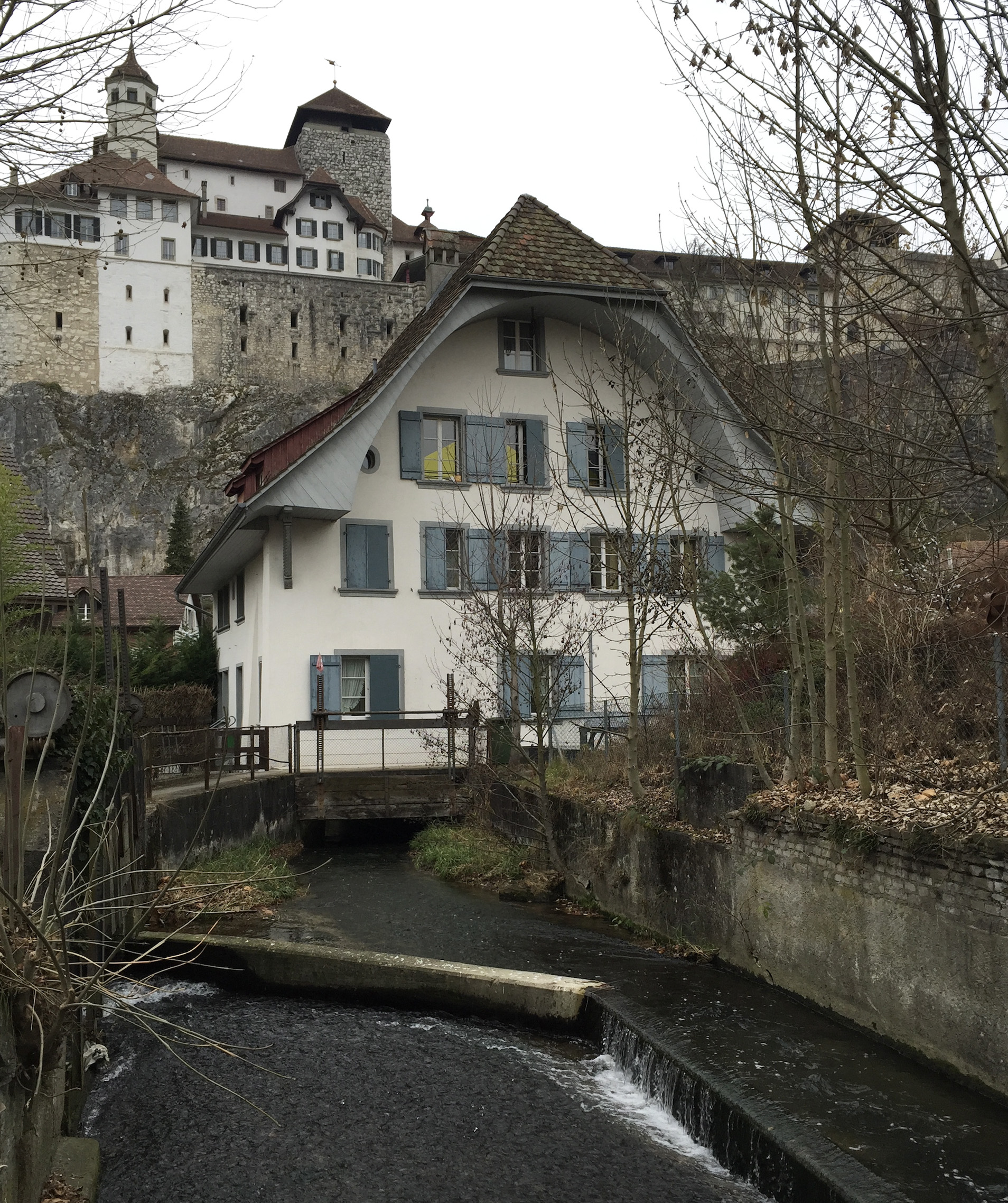
Obere Mühle in Aarburg
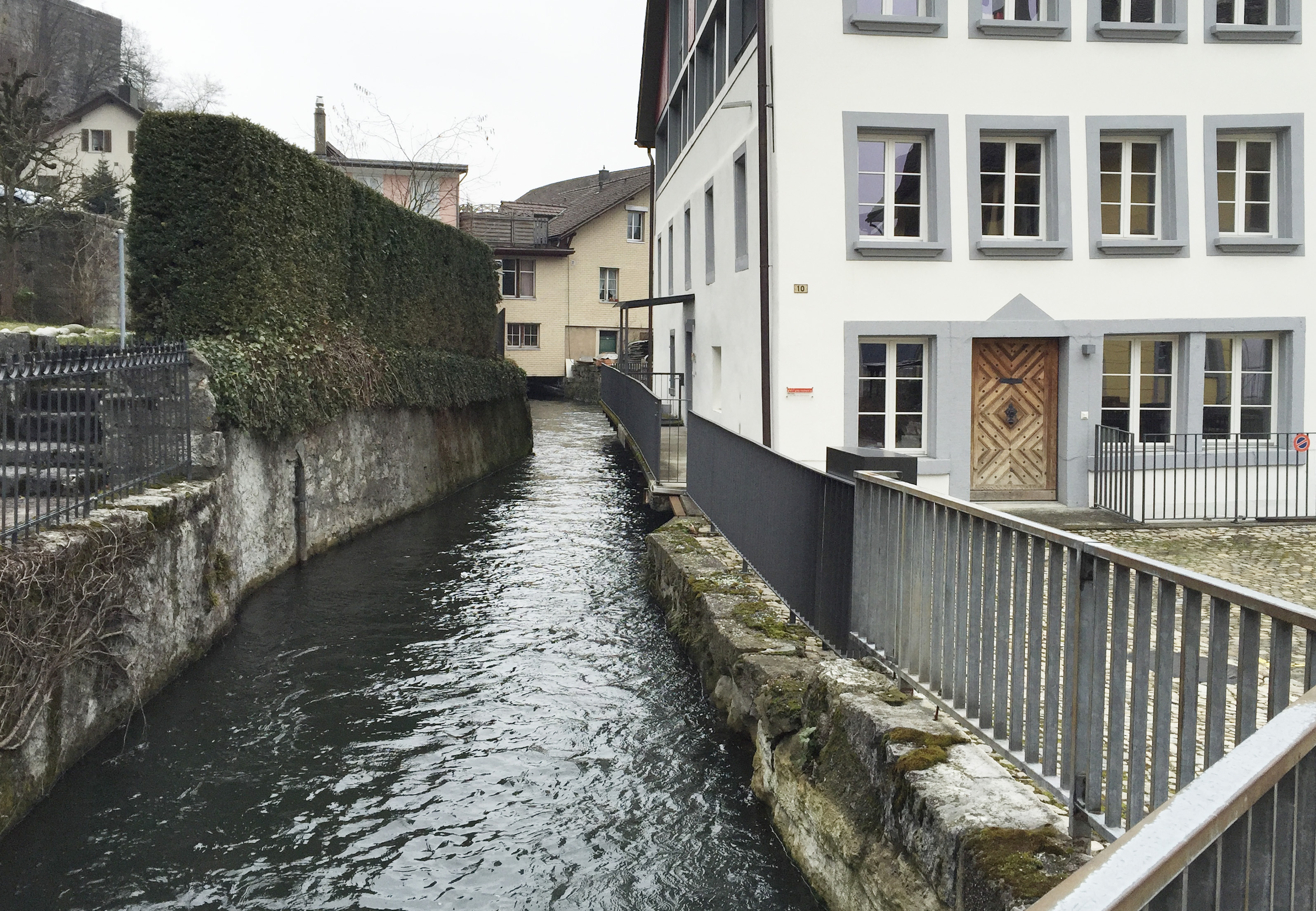
Der Mühletych neben der unteren Mühle in Aarburg